# Ichneumon brenthise
Ichneumon brenthise är en stekelart som beskrevs av Tohru Uchida 1957. Ichneumon brenthise ingår i släktet Ichneumon och familjen brokparasitsteklar. Inga underarter finns listade i Catalogue of Life.